# Arturo Luzzatti
Arturo Luzzatti (Turín, 24 de mayo de 1875-Buenos Aires, 25 de julio de 1959) fue un pianista y compositor musical italiano nacionalizado argentino.

## Biografía
Arturo Luzzatti nació el 24 de mayo de 1875 en Turín, Piamonte. Comenzó su formación en música y composición en el Real Conservatorio de Milán.
Emigró a la Argentina en 1916, donde se desempeñó como director de orquesta del Teatro Colón y desarrolló una vasta labor docente en el Conservatorio Nacional de Música y Arte Escénico.
Entre su composiciones más conocidas se destacan el ballet Judith (1938), el oratorio Salomón (1942) y el Himno al Libertador General San Martín (1950). Esta última fue compuesta con letra de Segundo M. Argañaraz para exaltar la figura del general José de San Martín, destacando su rol como libertador y padre de la patria argentina, al conmemorarse el centenario de su fallecimiento.
Luzzatti falleció en Buenos Aires el 25 de julio de 1959 a los 84 años.